# متنزه أتاتورك
متنزه أتاتورك (بالتركية: Atatürk Park)‏هو حديقة عامة في مرسين بتركيا.

## الجغرافيا
المنتزه هو حديقة ساحلية على البحر الأبيض المتوسط في منطقة أكدينيز. البعد الأطول للمنتزه يزيد عن 1200 متر ويقع على طول ساحل البحر في اتجاه الشمال الشرقي إلى الجنوب الغربي. تبلغ المساحة الإجمالية للحديقة 184,772 متر مربع (1،988،870 قدم مربع). حوالي 16 هكتار (40 فدانًا). يحد شرق الحديقة مرافق المرفأ ويحدها في الغرب مارينا مرسين القديمة ونهر إفرينك. يحد المنتزه من الشمال شارع عصمت إينونو. على الرغم من أن الحديقة الساحلية تستمر على بعد 7 كم (4.3 ميل) إلى الجنوب الغربي وراء نهر موتفة، فإن اسم أتاتورك بارك يستخدم فقط للقسم بين مرافق المرفأ والمارينا.

## التاريخ
```
 الحديقة هي في الواقع منطقة ملء 
ميناء مرسين
 من خمسينات القرن العشرين. في السبعينات، تم تصميم الحديقة من قبل البلدية كمنطقة للمقاهي والمسارح المفتوحة. حتى عام 2000، تم استخدام الحديقة للمعارض المحلية. 
```

ولكن بعد إنشاء أرض معارض جديدة على بعد حوالي 5 كم (3.1 ميل)، فقدت الحديقة معظم أنشطتها السابقة. ومع ذلك، في نطاق مشروع التجديد، تتحول الحديقة الآن إلى حديقة ثقافية.
المنتزه اليوم منطقة الرحلات الرئيسية على جانب البحر. يقع نادي الصيادين الهواة في الغرب، بجوار رصيف رسو قوارب الصيد (المرسى القديم). معظم الحديقة مغطاة بأسرة زهور. عند المدخل الرئيسي، يوجد نصب تذكاري يسمى رفح شهيتلري أبيدسي (شهداء رفح)، يحيي ذكرى وفاة السفينة الغارقة عند رفح خلال الحرب العالمية الثانية. الفرقاطة العثمانية أرطغرل، وهي سفينة غارقة أخرى في أواخر القرن التاسع عشر في اليابان، يتم الإحتفاء بها كذلك بهذا النصب التذكاري.
في عام 2008، في الشمال الشرقي من الحديقة، تم إنشاء مركز المؤتمرات والمعارض 3،160 بمساحة متر مربع وبه قاعات للمؤتمرات والفعاليات ومسبح وخدمات ذات صلة.

## صور

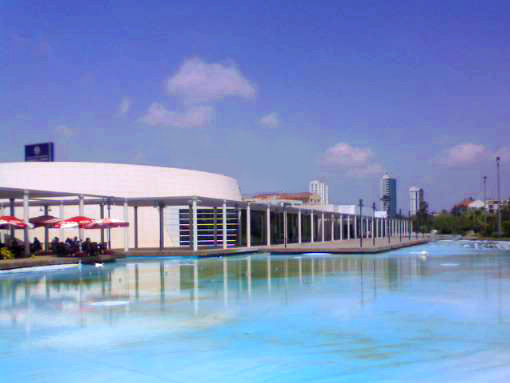
مركز المؤتمرات والمعارض في مرسين
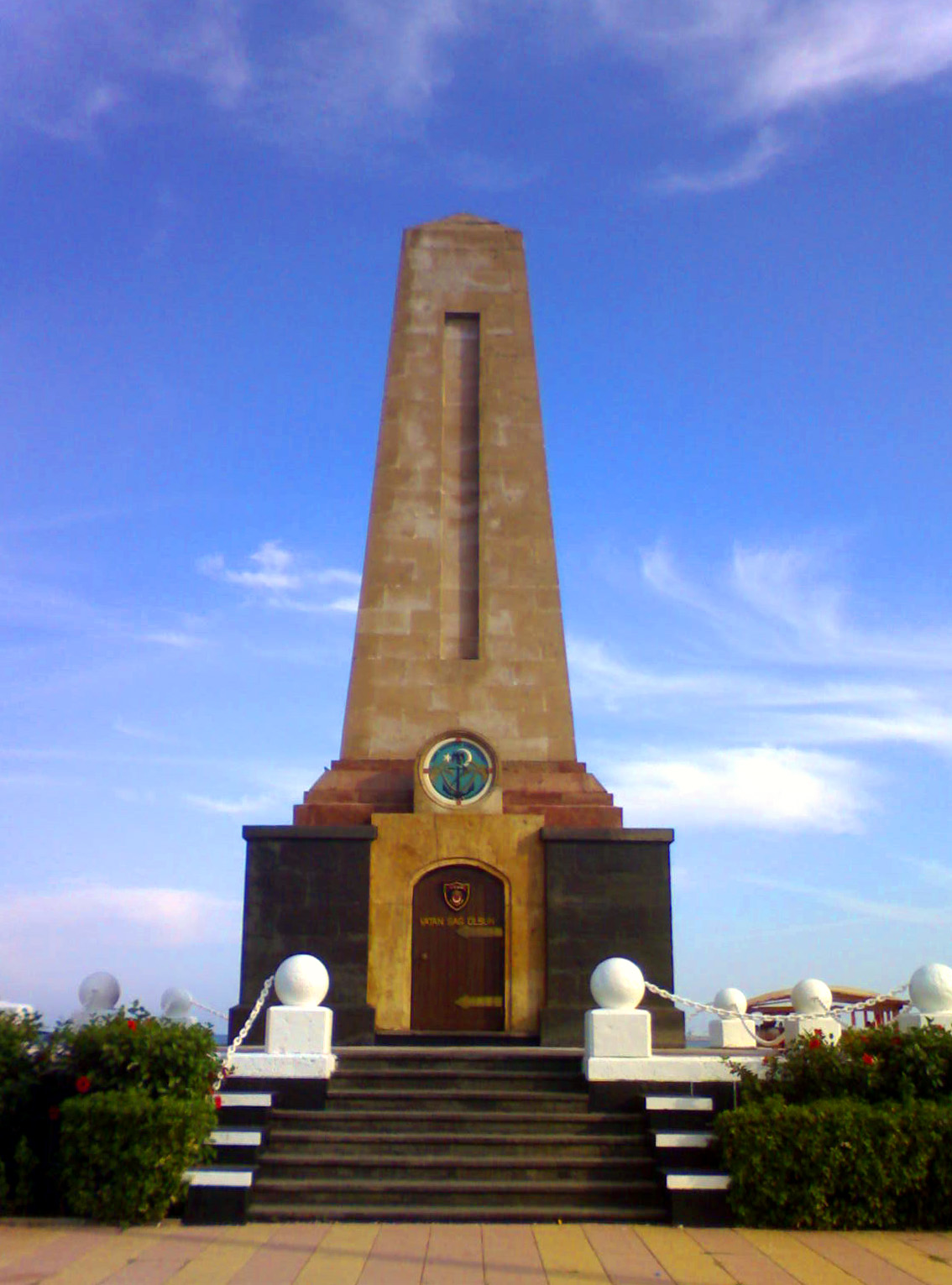
نصب شهداء رفح تانذكاري